# Adolf Fredrik Silfversparre
Adolf Fredrik Silfversparre, född 21 november 1744 i Ohs Bruk, Gällaryds socken, Jönköpings län, död 13 juli 1784, var en svensk jurist.
Adolf Fredrik Silfversparre var son till hovjägmästaren Lars Johan Silfversparre till Ohs och dennes andra hustru Amalia Ulrica Lilljenberg vars mor var en Stjernklou, och bror till Daniel Georg Silfversparre.
Silfversparre var sekreterare i Göta hovrätt 1770, assessor i Åbo hovrätt 1773, hovrättsråd i Vasa hovrätt 1775 och vice president där 1778. Han var riddare av Nordstjärneorden.
Han invaldes som ledamot nr 36 av Kungliga Musikaliska Akademien den 13 april 1772.
Silfversparre var gift med sin kusin grevinnan Johanna Maria Lilljenberg vars mor var en Jennings. de fick inga barn, och som änka gifte hon om sig med Olof Elias Lagerheim.